# Nadja Bevčar
Nadja Bevčar (tudi Beuciar), slovenska slikarka in grafična oblikovalka, * 22. februar 1968, Gorica.

## Življenje in delo
Rodila se je v družini mizarja Jožefa Bevčarja iz Pevme. Osnovno šolo je obiskovala v Pevmi, nižjo gimnazijo in učiteljišče pa v Gorici, kjer je leta 1986  maturirala. V šolskem letu 1986/1987 je v Trstu dodatno obiskovala še 5. razred učiteljišča in tečaj slikarstva, ter jeseni 1987 opravila sprejemni izpit na Akademiji lepih umetnosti v Benetkah. Diplomirala je leta 1991 z diplomsko nalogo Beram, Hrastovlje e l'iconografia macabra. Po končanem študiju se je zaposlila v šolstvu; poučuje na raznih nižjih in srednjih šolah. 
Za slikarstvo se je začela zanimati že na učiteljišču, ko je sodelovala na slikarskih tekmovanjih v okviru Dijaških obmejnih srečanj Primorske. Udeležila se je tudi nekaterih skupinskih razstav. V maju 1992 je skupaj z bratom Silvanom v galeriji goriške Katoliške knjigarne predstavila grafično mapo. Tudi kasneje se je ukvarjala z grafičnim oblikovanjem. Opremila je zgibanke, razne brošure, izdelala več plakatov ter kostime za opereto Planinska roža skladatelja Radovana Gobca.